# Перекоп (Гомельская область)
Перекоп (бел. Перакоп) — деревня в Курганском сельсовете Рогачёвского района Гомельской области Беларуси.

## География

### Расположение
В 32 км на юго-восток от районного центра и железнодорожной станции Рогачёв (на линии Могилёв — Жлобин).

### Гидрография
На реке Ржавка (приток реки Днепр).

## Транспортная сеть
Транспортные связи по просёлочной, затем автомобильной дороге Рогачёв — Довск. Планировка состоит из короткой прямолинейной улицы, ориентированной с юго-запада на северо-восток. Застройка деревянная, усадебного типа.

## История
Основана в начале 1920-х годов переселенцами из соседних деревень. В 1930 году жители вступили в колхоз. Во время Великой Отечественной войны в деревне некоторое время дислоцировались партизаны. В ноябре 1943 года оккупанты сожгли деревню и убили 4 жителей. В боях за деревню и окрестности погибли 2 советских солдата и 5 партизан (похоронены в братской могиле на кладбище). 23 жителя погибли на фронте. Согласно переписи 1959 года в составе совхоза «1 Мая» (центр — агрогородок Курганье).

## Население

### Численность
- 2021 год — 0 жителей.
- 2019 год — 1 житель.
- 2018 год — 1 житель.
- 2004 год — 7 хозяйств, 8 жителей.

### Динамика
- 1940 год — 32 двора, 85 жителей.
- 1959 год — 133 жителя (согласно переписи).
- 2004 год — 7 хозяйств, 8 жителей.
- 2018 год — 1 житель.
- 2019 год — 1 житель.